# Alchemilla semidivisa
Alchemilla semidivisa  (лат.) — вид двудольных растений рода Манжетка (Alchemilla) семейства Розовые (Rosaceae). Впервые описан ботаником Стефаном Эрикссоном в 2004 году.

## Распространение
Эндемик Норвегии. Встречается в фюльке Мёре-ог-Ромсдал в западно-центральной части страны, и известен из одиннадцати участков, из которых всего четыре можно назвать крупными. Типовой экземпляр собран в коммуне Нурлан.

## Описание
Многолетнее травянистое растение с прямостоячим или склонённым стеблем длиной 12—25 см. Большая часть растения опушена.
Корневище ветвящееся.
Листьев по 4—8 у основания растения, тёмно-зелёного цвета.

## Замечания по охране
Включён в Красную книгу Норвегии как уязвимый вид.